# Station Wojcieszów Górny
Station Wojcieszów Górny is een spoorwegstation in de Poolse plaats Wojcieszów.

## Galerij

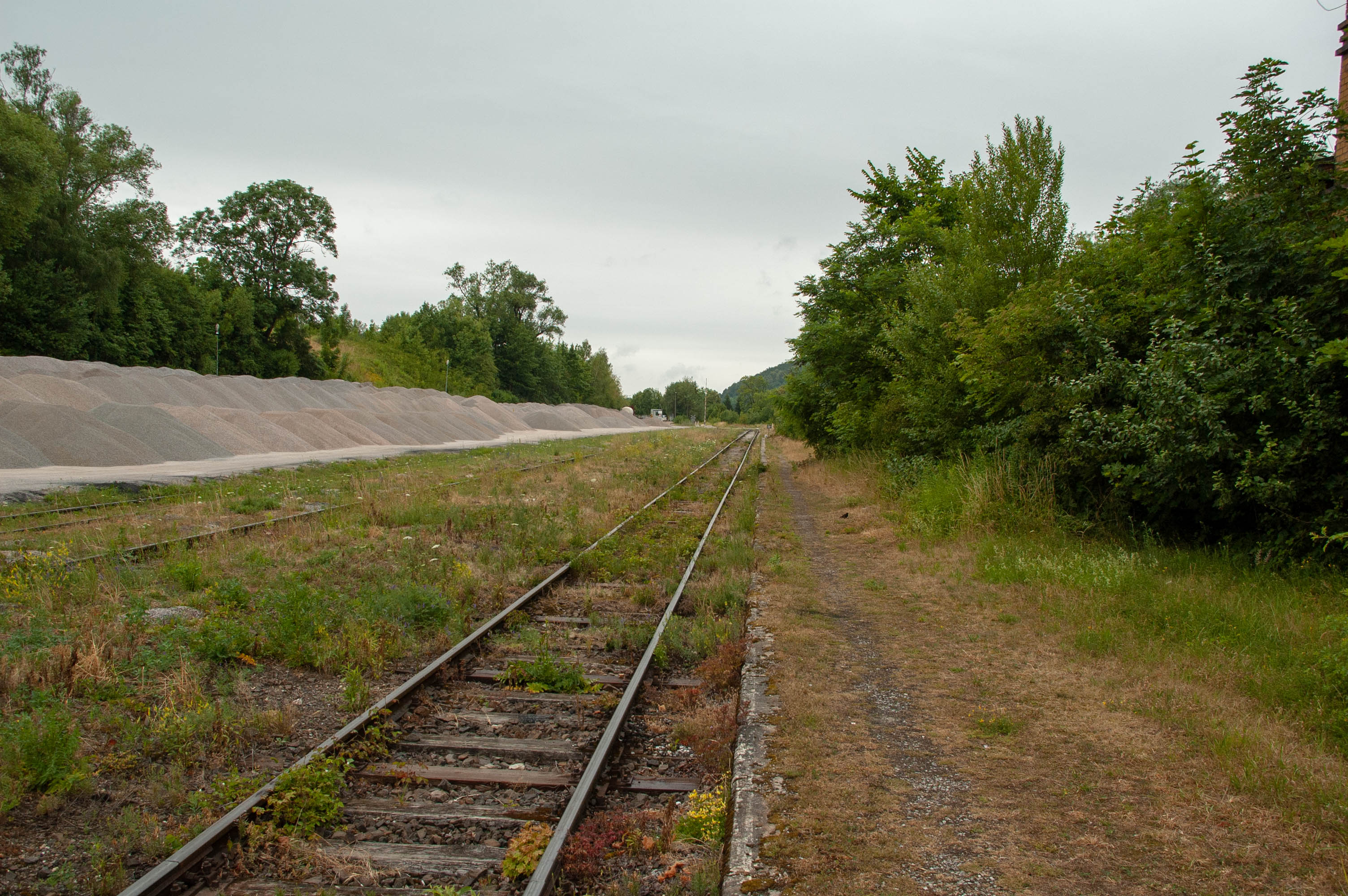
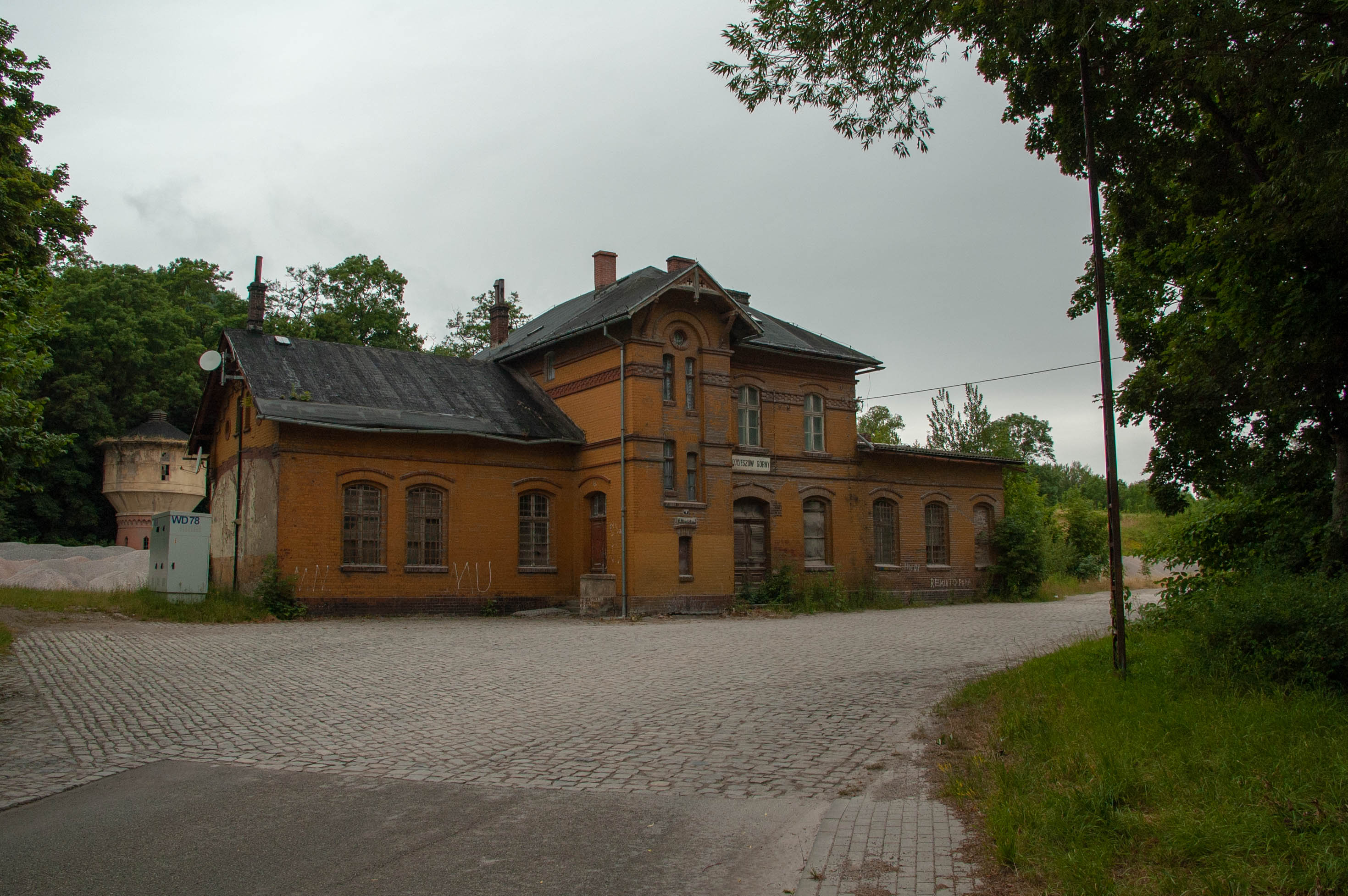
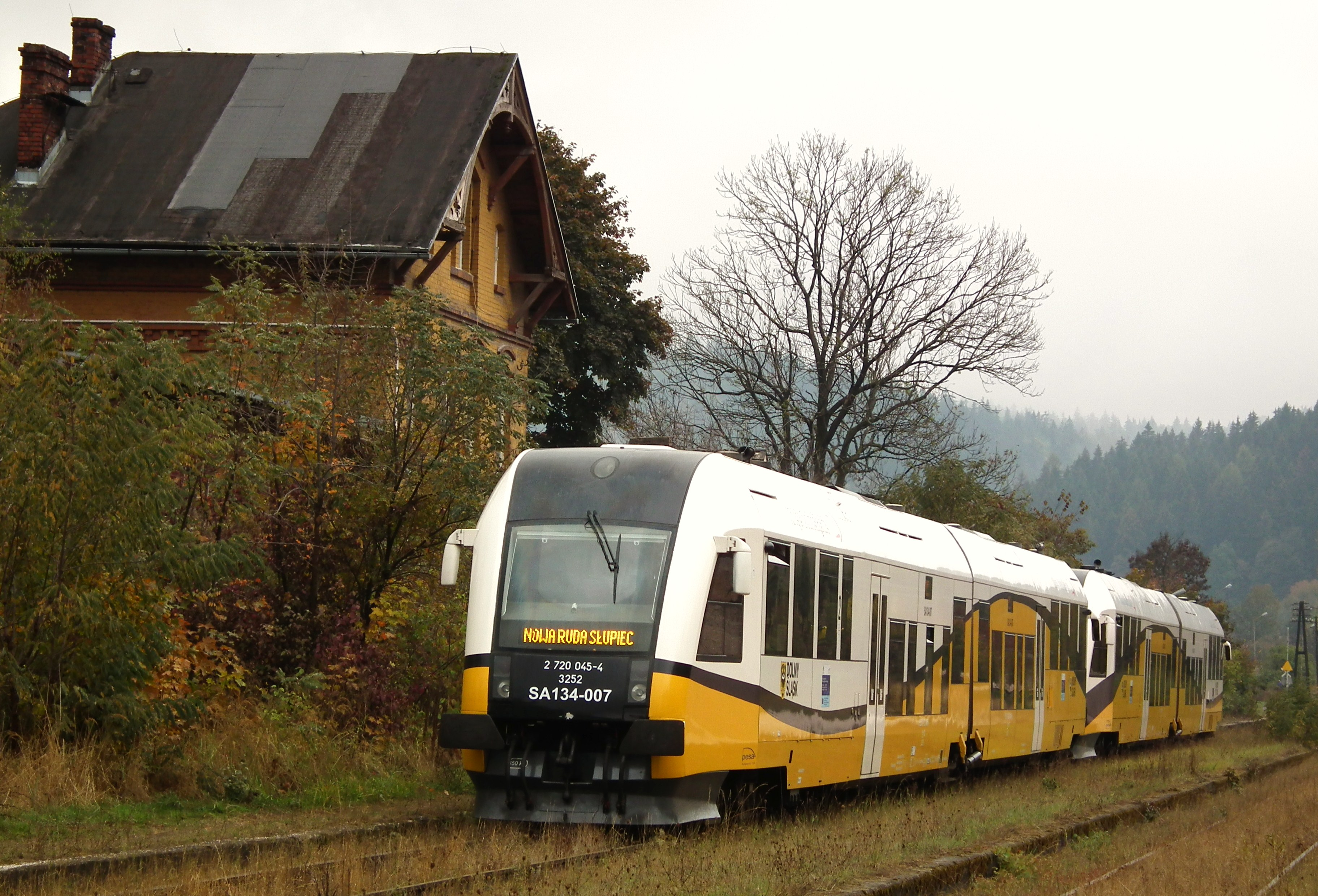